# Senarica
Senarica è una frazione del comune di Crognaleto, in provincia di Teramo, lungo la SS 80 del Gran Sasso d'Italia. 
Il borgo risulta ben visibile su di uno sperone a picco sulle gole del fiume Vomano. 
Dalla strada Maestra del Parco, con l'auto, è raggiungibile in pochi minuti.

## Storia
L'insediamento abitato di Senarica, in passato Sinarcho, risale al periodo pre-romanico. Posto nei pressi di un itinerario, secondo alcuni studi, ritenuto identificabile con la Via Cecilia che da Roma, passando per Amiternum e attraversando gli Appennini conduceva ad Atri presso il porto di Cerrano e parte integrante in età medievale del territorio di Poggio Ramonte sin da epoca angioina. La località inizia ad apparire nelle fonti archivistiche a partire solo dagli inizi del XVI secolo, strettamente legato al territorio tenuto dai signori omonimi, che dominarono dalla metà del XIV secolo l'area insieme a Poggio Umbricchio nell'alta valle del Vomano, su un territorio che si estendeva, anche dopo la cessione di una parte di esso a Fano Adriano, dai confini con Montorio e Roseto alle falde del versante teramano del Gran Sasso. Fu destinataria di particolari privilegi sovrani dalla seconda metà del secolo XVI, che dettero origine alla leggenda della Repubblica di Senarica.

## Monumenti e luoghi d'interesse
Il borgo conserva intatto il proprio fascino: oltre all'intero tessuto urbano, caratterizzato da pittoreschi vicoli e dignitosi palazzetti, è interessante la chiesa dei santi Proto e Giacinto, con pregevoli statue lignee. Inoltre, non pochi edifici conservano pregevoli stipiti di portali in arenaria grigia, con l'iscrizione "casa franca", a testimonianza del privilegio dell'esenzione tributaria o con quella "R. di Senarica" con lo stemma del leone rampante che tiene tra gli artigli un ferro di cavallo. L'esempio più noto di quest'ultima iscrizione si trova sulla casa, del 1565, al nº 12 di via Piave, sul cui architrave permangono quattro simboli.

## Società

### Lingue e dialetti
Nel frasario della gente del posto, si riscontrano tuttora singolari assonanze con la lingua veneta. Ad esempio nel caso di fondaco, che indica magazzino di merci, cibi, attrezzi; oppure in quello di arca, che indica una cassapanca, ovvero di scurppelle ossia scrippelle (piatto tipico locale).

### Tradizioni e folclore
La tradizione locale della "repubblica" di origine relativamente recente (secolo XVIII), si fonda su una terminologia in uso nel medioevo indicante con il termine res publica il demanio feudale sul quale i signori locali esercitavano il diritto di bannum, ossia le loro prerogative derivanti dall'atto di infeudazione di cui vi è traccia almeno dal secolo XV. Tale locuzione nel tempo è stata intesa e trasposta con il termine moderno, dando luogo ad una tradizione che racconta dell'esistenza di una "repubblica" di Senarica dal 1356 al 1797 in un piccolo territorio montano che comprendeva l'omonimo borgo, che essendo interamente feudale e di diritto soggetta per investitura al solo pagamento dell'adoa, non pagavano altro genere di tributi. L'esiguità delle rendite feudali (4 ducati nel 1519) e la complessità del pagamento dovuta al moltiplicarsi degli eredi tenuti all'obbligo dell'omaggio feudale derivanti dalle norme sul diritto longobardo, causò ben presto il mancato pagamento dello stesso e con l'avvento al trono dei Borbone di Napoli, il re Ferdinando IV, non credendo all'esistenza nel regno della singolare repubblica i cui abitanti non pagavano i tributi, ne avrebbe disposto il sequestro il 15 luglio 1775.
Nei documenti ancora esistenti non si riscontra pertanto l'esistenza di qualsiasi istituzione repubblicana intesa in senso moderno, che di per sé presupporrebbe l'indipendenza da altre autorità, che non siano i soli cittadini variamente organizzati di questa piccola località dell'Abruzzo teramano. Basterebbero così diplomi vicereali di fine secolo XVI e del principio del secolo XVII, riportati in alcuni testi, per dubitare se non escludere sul piano logico e documentale circa l'ipotesi “repubblicana” rivendicata da Senarica. Nel sito istituzionale del comune di cui Senarica è frazione, Crognaleto, è esplicitamente riportato che non vi sono prove documentali certe a sostegno della leggenda.
Gli abitanti del villaggio si sarebbero fregiati dell'appellativo di baroni concesso da Venezia alla Serenissima sorella in occasione di un presunto sodalizio per cui Senarica le inviava due militi, ogni anno, e venti ducati per assicurarsi la sua protezione. Per ricordare l'evento il borgo organizza, il 13 agosto, la festa della repubblica: nel 2013 partecipò ad altra manifestazione locale un rappresentante del comune di Venezia al fine di ripercorrere l'antico legame intercorso tra i due luoghi.

## Cultura
La notorietà di questo borgo è anche legata all'opera della scrittore teatino Giuseppe Mezzanotte, che le dedicò la Tragedia di Senarica, pubblicata a Napoli nel 1887.

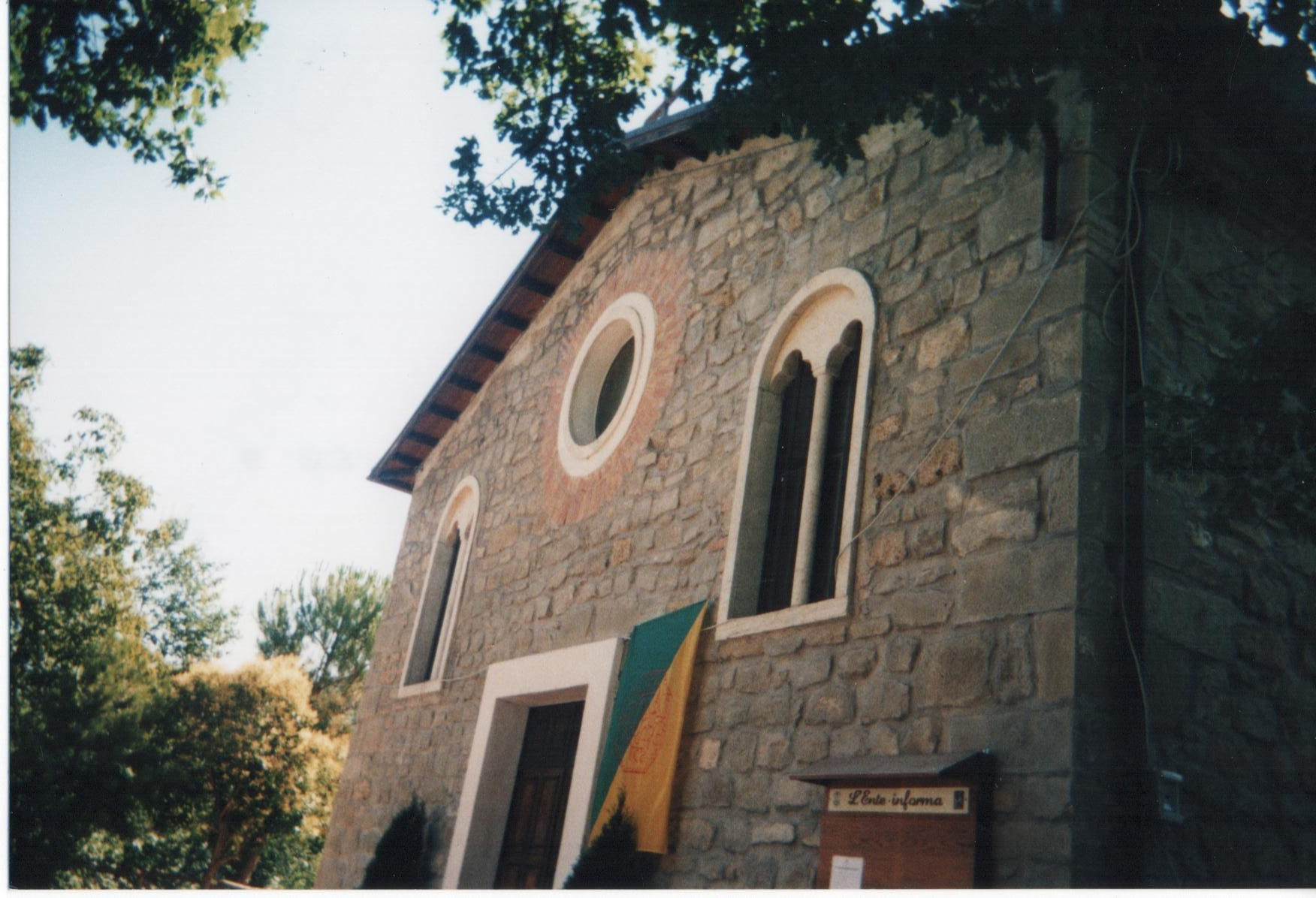
Chiesa dei Santi Proto e Giacinto